# Friedrich Mehler

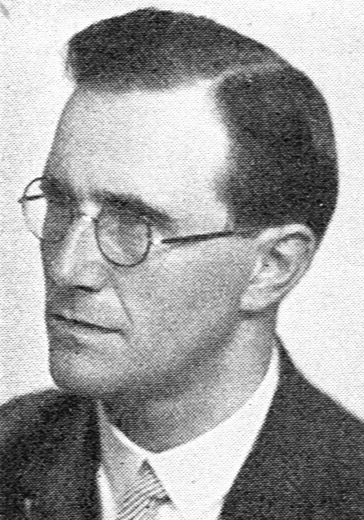
Friedrich Mehler

Friedrich Mehler (Frankfurt am Main, 27 september 1896 – Visby, 3 november 1981) was een Duits-Zweeds componist, muziekpedagoog, dirigent en pianist.

## Levensloop
Mehler studeerde viool, piano, orkestdirectie en compositie van 1905 tot 1914 Hochschule für Musik und Theater Hannover in Hannover bij onder anderen Robert Kahn en E. Naumann en vervolgens aan de Hochschule der Musik bij Hans Pfitzner in Berlijn. Tijdens de Eerste Wereldoorlog speelde hij viool in verschillende orkesten in Berlijn. Gedurende een drie maanden lopende werkzaamheid als docent voor muziektheorie op het Zweedse eiland Gotland ontstond een grote affiliatie voor dit eiland. In 1921 vertrok hij naar Zweden. In de stad Visby werd hij spoedig koordirigent van de Visby muziekgezelschap (Sångsällskapet NS). In 1924 werd hij dirigent van de federatie van mannenkoren op Gotland (Gotlands sångarförbund). In 1930 richtte hij de Visby konsertförening (Concertvereniging) op, die in 1973 haar naam veranderde in Gotlands konsertförening. In 1931 werd hij genaturaliseerd. In 1939 volgde de benoeming tot dirigent van de Visby Concertvereniging. Als koor- en orkestdirigent vormde hij het muziekleven in Visby.
Hij was hij muziekleraar aan een meisjesschool (1946-1964) en aan het gymnasium (Visby högre allmänna läroverk) (1952-1960).  
Mehler werd Gotlands Nationaal componist, vooral om zijn international bekende toneelmuziek tot Petrus de Dacia uit 1929. Het stuk wordt iedere zomer in de ruïne van de Sint Nikolaas kerk in Visby opnieuw en onder grote belangstelling van de bevolking uitgevoerd. In 1965 ontving hij de cultuurprijs van het eiland Gotland en in 1975 werd hij met de koninklijke medaille Illis Quorum onderscheiden, vandaag de dag de hoogste onderscheiding dat een Zweeds inwoner van de Zweedse regering kan ontvangen.

## Composities

### Werken voor orkest
- 1919 Concert nr. 1, voor viool en orkest (won de Duitse Michael Beer prijs in 1920)
- 1921 Symfonie nr. 1, voor orkest
- 1942 Concert nr. 2, voor viool en orkest
- 1945 Gotland, symfonisch gedicht
- 1974[2] Symfonie nr. 2, voor orkest
- Adagio, voor viool solo en strijkorkest

### Werken voor harmonieorkest
- 1925 Symfonie nr. 2, voor harmonieorkest (in 1974 herwerkt voor orkest)
- 1942 rev.1957 Parafras över två gotländska danser (Parafrase over twee dansen uit Gotland)
- 1974 Gotland, symfonisch gedicht voor harmonieorkest

### Muziektheater

#### Toneelmuziek
- 1929 Petrus de Dacia (Petrus Gothensis), toneelmuziek voor orkest tot het gelijknamige toneelstuk van Josef Lundahl
- 1945 Valdemarståget, toneelmuziek voor orkest tot het gelijknamige toneelstuk van Sven Ulric Palme

### Vocale muziek

#### Cantates
- 1933 Vi älskar vår ö (Wij houden van ons eiland), cantate voor sopraan, tenor, bas, gemengd koor en orkest - première: 18 november 1933 door Musikaliska sällskapets i Visby

#### Werken voor koor
- 1921 Vaim singar, voor gemengd koor - tekst: Gustaf Larsson
- 1944 Gotland hell dig!, voor gemengd koor en orkest - tekst: Gustaf Larsson
- 1978 Sju orkidéer, voor vrouwenkoor (SSA)[3] - tekst: Gustaf Larsson
- Sommarmorgon, voor bariton (solo), mannenkoor en kamerorkest (of orgel) - tekst: Daniel Glansholm

#### Liederen
- Sechs Lieder, op.7 - tekst: Otto Hausmann
  1. Über Sternen wohnt der Friede
  2. Der zerbrochene Spiegel
  3. Morgenglück
  4. Abendläuten - tekst: Christian Morgenstern
  5. Schlummerliedchen
  6. Was geht's die andern an?
- Vier Lieder, op.5
  1. Unter blühenden Kirschen - tekst: Maximilian Quenel
  2. Heut' kommt ja mein Schatz! - tekst: Otto Hausmann
  3. Moralpredigt - tekst: Otto Hausmann
  4. Wiegenlied - tekst: Traditioneel
- Gotländsk vaggvisa eft Margit Bendelin, voor zangstem en piano

### Kamermuziek
- 1930 Kassation, serenade voor strijkkwartet, op. 11
- 1935 Strijktrio
- 1939 rev.1979 Lento espressivo - Rondo capriccioso, voor dwarsfluit, klarinet, hoorn, viool, cello en piano
- 1975 Vijf dansen uit Gotland (Fem gotländska danser), voor blaaskwintet
- 1979 6 låtar och visor från Gotland, voor zangstem en blaaskwintet
- 1979 4 stämningsbilder till Harry Booströmtavlor, voor strijkkwartet

### Werken voor piano
- 1923 Brucebo, suite
  1. Vikingaborgen
  2. I folkton
  3. I parken
  4. Sommarafton vid Själsö
  5. Impromptu
- 1924 Am Kamin, op. 8
- 1927 Andersen-Suite
- 1943 Muramaris, suite
  1. Framför Bacchusstatyn
  2. Siesta vid Tritonens brunn[4]
  3. I parken
  4. Havets sång